# Cinéma du look
Cinéma du look fue un movimiento cinematográfico francés de las décadas de 1980 y 1990, analizado, por primera vez, por el crítico francés Raphaël Bassan  de La Revue du Cinéma en mayo de 1989, en el que clasifica a Luc Besson , Jean-Jacques Beineix y Leos Carax como directores claves de dicho movimiento.

## Historia

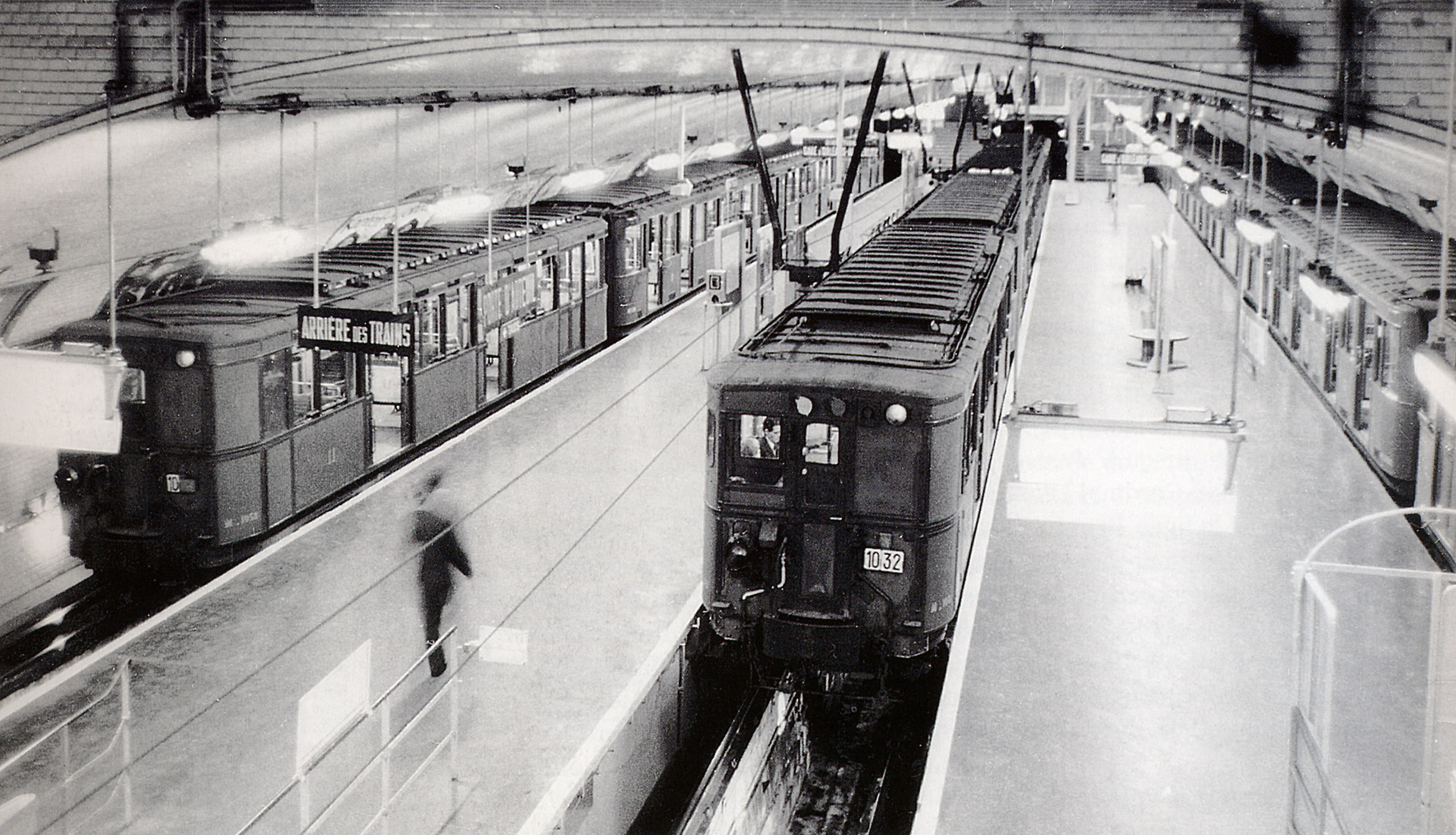
Porte d'Auteuil en el Metro de París en 1970, principal escenario del área metropolitana de París en donde se desarrollan las historias de las películas.

En la década de 1980, surgió un nuevo movimiento cinematográfico francés, provocando al establecimiento crítico y con objetivo de cautivar al público. Los directores Luc Besson , Jean-Jacques Beineix y Leos Carax favorecían el estilo sobre la sustancia y el espectáculo sobre la narrativa. Sus películas tienen un estilo visual elegante y se centran en personajes alienados. Los temas populares que abordan incluyen amoríos condenados al fracaso, jóvenes más afiliados a su grupo de pares que a la familia, una visión cínica de la policía y el uso de escenas en el Metro de París para simbolizar una sociedad clandestina. La mezcla de utilizar la música ópera, y la cultura pop, es otra característica clave.
Puede establecerse un paralelismo entre las producciones de estos cineastas franceses y las películas del Nuevo Hollywood, entre las que destacan One from the Heart (1981) y Rumble Fish (1983) de Francis Ford Coppola , así como comerciales de televisión, videos musicales y la serie Miami Vice.

## Películas

### Jean-Jacques Beineix
- Diva (1981)[2][3][4]
- The Moon in the Gutter (1983)
- 37°2 le matin (1986)[5]

### Luc Besson
- Subway (1985)[2]
- Le Grand Bleu (1988)[6]
- Nikita (1990)[6]
- Léon (el profesional) (1994)

### Leos Carax
- Boy Meets Girl (1984)[2]
- Mauvais Sang (1986)[2]
- Les Amants du Pont-Neuf (1991)[2]